# Limnocythere posterolimba
Limnocythere posterolimba är en kräftdjursart som beskrevs av Magali Delorme 1967. Limnocythere posterolimba ingår i släktet Limnocythere och familjen Limnocytheridae. Inga underarter finns listade i Catalogue of Life.